# Leon van Dalen
Leon van Dalen (Papendrecht, 28 januari 1979) is een Nederlandse voetballer die uitkomt voor vv Drechtstreek.
Hij speelde eerder voor A.S.W.H.
, FC Dordrecht en TOP Oss. Zijn contract bij TOP Oss werd in de zomer van 2008 niet verlengd. Van Dalen besloot daarop zich te gaan richten op zijn maatschappelijke loopbaan in het onderwijs. Hij ging daarnaast voetballen voor ASWH. Hij is ook speler van het jaar geworden bij vv Drechtstreek.
Dinsdag 18 januari 2011 werd bekendgemaakt dat hij in het seizoen 2011/2012 weer terug zal keren bij vv Drechtstreek.

## Carrière
| Seizoen | Club         | Wedstrijden | Doelpunten | Competitie     |
| ------- | ------------ | ----------- | ---------- | -------------- |
| 1998/99 | Dordrecht'90 | 15          | 0          | Eerste divisie |
| 1999/00 | Dordrecht'90 | 20          | 0          | Eerste divisie |
| 2000/01 | Dordrecht'90 | 23          | 1          | Eerste divisie |
| 2001/02 | Dordrecht'90 | 33          | 5          | Eerste divisie |
| 2002/03 | Dordrecht'90 | 31          | 3          | Eerste divisie |
| 2003/04 | FC Dordrecht | 0           | 0          | Eerste divisie |
| 2003/04 | TOP Oss      | 17          | 1          | Eerste divisie |
| 2004/05 | TOP Oss      | 34          | 1          | Eerste divisie |
| 2005/06 | TOP Oss      | 33          | 1          | Eerste divisie |
| 2006/07 | TOP Oss      | 34          | 2          | Eerste divisie |
| 2007/08 | TOP Oss      | 30          | 1          | Eerste divisie |
| Totaal  |              | 270         | 15         |                |